# Los Pincheira
Los Pincheira es una telenovela chilena creada por Víctor Carrasco, dirigida por Vicente Sabatini y emitida por Televisión Nacional de Chile desde el 8 de marzo hasta el 3 de septiembre de 2004. Está inspirada en la vida de los Hermanos Pincheira, reconocidos montoneros del periodo de independencia de Chile; pero en esta adaptación aquellos acontecimientos son situados un siglo después en el territorio de la actual Región del Maule en 1917 y también se incluye otras temáticas propias de la época como el funcionamiento de las casas patronales, la economía del periodo y la inmigración proveniente del Imperio otomano. Es protagonizada por Francisco Reyes, Tamara Acosta, Claudia Di Girolamo, Francisco Melo, Ricardo Fernández y Paz Bascuñán,con las participaciones antagónicas de Álvaro Morales, Antonia Zegers y los primeros actores Luis Alarcón y Marés González.
Los guiones de Los Pincheira fueron desarrollados por Víctor Carrasco junto a Carlos Galofré, Aliú García, Nelson Pedrero y David Bustos, mientras que la producción estuvo a cargo de Pablo Ávila. Es la quinta telenovela más vista de la televisión chilena y durante todo su periodo de emisión obtuvo una audiencia promedio de 37,5 puntos de rating, con episodios que alcanzaron hasta 61 puntos de rating. Tras esto obtuvo cuatro nominaciones en los Premios APES de 2004, cinco del Premio Altazor de las Artes Nacionales de 2005 y una en los Premios TV Grama de 2005. Asimismo, fue adaptada en Estados Unidos.

## Argumento

### Antecedentes
Cuenta la historia que, en 1891, la antigua oligarquía terrateniente de la dinastía Sotomayor ha fundado el pueblo de Yerbas Buenas. Desde los tiempos inmemoriales de la creación del pueblo, los Sotomayor han sido siempre honorables y los más respetados por inquilinos y hacendados de generación en generación. Santiago Molina era un hacendado del pueblo muy leal al oligarca Bernardo Sotomayor, cuyo problema era que conocía de cerca la relación clandestina que tenía su mujer, Carmen Valdivia (Marés González) y su amante, Eulogio Dávalos. Pero un día, Dávalos había muerto misteriosamente, razón por la cual, Santiago tenía la mayor necesidad de informar sobre el adulterio de Carmen; sin embargo, la mujer de Bernardo se adelantó previamente e hizo uso de toda su influencia oligarca para impedir que su aventura saliera a la luz, acusando injustamente al noble hacendado ante las autoridades militares como el responsable del homicidio de Dávalos, y para evitar futuras represalias, testificó sin piedad alguna en contra de los dos hijos mayores de la familia Molina, Miguel (Francisco Reyes) y Delfín (Juan Falcón), como cómplices de su padre.
Por culpa de Carmen, Santiago fue condenado ante la justicia, sometido a la tortura por la milicia y fusilado a viva muerte. Mientras que Miguel y Delfín consiguieron escapar de la prisión milagrosamente, justo antes de que corrieran la misma suerte, y luego de volver a casa y reencontrarse con su madre Elena de la Fuente (Maité Fernández), y con sus dos hermanos menores Santos (Néstor Cantillana) y Trinidad (Paz Bascuñán), tuvieron que arreglárselas para vivir en el anonimato mientras la milicia los buscaba.
No pasó mucho tiempo, cuando Elena cayó enferma, y a pesar de los cuidados que recibió, ha muerto en su lecho, no sin antes hacerles jurar a sus hijos que nunca se separarían y que nunca les ocurriría nada malo. Después de la muerte de su madre y siguiendo su última voluntad, Miguel, Delfín, Santos y Trinidad escaparon por los bosques, junto a su fiel y servicial criado Pancracio Jorquera (Rodrigo Pérez) y su pequeña hermanita María (Adela Secall), hasta encontrar una caverna, la que se convirtió en su hogar. Luego de perder todo, incluso la vida de sus padres, los cuatro hermanos Molina decidieron cambiar de vida y formar una banda de cuatreros a la que los oligarcas de la zona llamaron Los Pincheira.

### Inicio
En 1917, el pueblo se encuentra dominado por dos poderosas familias de la oligarquía terrateniente: la familia Sotomayor y la familia Ortúzar, quienes gozan de un alto prestigio oligarca, respeto por inquilinos y hacendados por igual e influencias territoriales. La familia Ortúzar es compuesta por Martín Ortúzar (Álvaro Morales), un joven y poderoso heredero terrateniente, que junto a su esposa Matilde del Solar (Tamara Acosta) y su tío Antonio Ortúzar (Luis Alarcón), el connotado sacerdote del pueblo, contienen mayor poder y gran parte de la riqueza de la zona. Mientras que la familia Sotomayor es liderada por Carmen y su hijo Olegario Sotomayor (José Soza), y cuenta con una gran influencia sociopolítica.
La banda de los cuatro hermanos Molina, ya conocidos como Los Pincheira, eran acusados por los hacendados de raptar y robar ganado de las haciendas colindantes al pueblo de Yerbas Buenas. Pero los bandidos tienen otro motivo para hacer sus maldades; la venganza por la muerte de su padre y deseo de cobrar las tierras que les arrebataron. Debido a esto, Los Pincheira se transformaron en férreos opositores al sistema feudal y los terratenientes, asaltando las haciendas para sacarles todo lo que, a su juicio, le han quitado a los inquilinos.
Entre los habitantes del pueblo de Yerbas Buenas también se pueden ver inmigrantes de otros países, como Chadi Abu Kassem (Francisco Melo), un comerciante de origen árabe muy trabajador y fiel a sus costumbres, que ha llegado al pueblo junto a su esposa Marwa (Claudia Di Girolamo) y sus tres hijos, Naim (Pablo Schwarz), Jamal (Álvaro Espinoza) y Samira (Blanca Lewin), para construir un mejor futuro, cosa que no han podido hacer en su tierra natal debido a la guerra que ocurre en Palestina.
Matilde se emociona con la llegada al pueblo de su madre Josefina Covarrubias, Viuda del Solar (Delfina Guzmán), quien es una mujer de gran nivel social y de gran prestigio; además la joven esposa de Martín se sorprende al ver a sus dos hermanas menores, Asunción (Antonia Zegers) y Agustina (Karin Vodanovic),  quienes vienen junto a su madre a dar la sorpresa de que van a vivir a la hacienda de los Ortúzar. Este hecho sorpresivo obligará a Matilde a concederse a Martín, ya que su eventual matrimonio lograría poner fin los problemas económicos de los Del Solar, los cuales han sido tratados por Josefina y heredados por su difunto cónyuge. Sintiéndose presionada e infeliz por una vida monótona y  que no le resulta muy confortable, Matilde enfrenta las desventuras de Martín, quien mitiga su infeliz vida marital con su afición por las mujeres, por lo que despliega todo su encanto, atractivo y poder para seducir a las mujeres que lo rodean, ya sean jóvenes aristócratas, criadas o prostitutas.
Es por eso que el terrateniente busca consuelo en la hermana de su mujer, Asunción, quien hará todo lo posible para complacer con su sensualidad a su cuñado y destronar el sitial de la sufrida Matilde. Sin embargo, Martín pone sus ojos en Marwa, la mujer con la que llegará a obsesionarse y a la que intentará conquistar a cualquier precio, incluso haciendo negocios con su marido Chadi.
Durante esta época, Los Pincheira asaltaban, saqueaban y raptaban mujeres a cambio de una buena recompensa, como fue el caso de Matilde, por cuya libertad exigieron tierras y dinero a cambio. Pese al mal acto, Matilde se fija en Miguel, quien ve en él un escape de todo el maleficio que ha vivido junto a su marido. Es por esto que, Martín pondrá precio a la vida de Los Pincheira, no solo por las fechorías que cometen en la cercanía de su fundo, sino que también por la osadía que ha tenido Miguel de pretender a Matilde.
Furioso, Martín convoca a sus peones, liderados por su fiel y servicial capataz Floridor Carmona (Alfredo Castro), para comenzar entonces una persecución hacia Los Pincheira, la cual permitirá la desunión de su esposa y el líder de la banda. Martín deja muy claro al obligar a sus peones a tener lazos de lealtad con él y hacer todo lo que el terrateniente exija, incluso si se trata de disparar a matar a sus enemigos; para todo peón, negarse significa ser expulsado de las tierras y enfrentar con su familia el vagabundaje, el hambre y quizás la muerte. Luego de varios intentos fallidos, Martín logra recuperar a su mujer y comenzará a someterla ante diversas situaciones vejatorias, la cual usará como estrategia para debilitar el liderazgo emocional de Miguel.
También la milicia se interpondrá en el camino de los hermanos Molina, pues llega al pueblo de Yerbas Buenas un regimiento de oficiales militares liderados por el único hijo varón de Josefina y hermano mayor de Matilde, Asunción y Agustina, el Capitán Domingo del Solar (Marcelo Alonso) y su brazo derecho, el Sargento Mayor Sofanor Silva (Óscar Hernández), para llevarse a Los Pincheira bajo arresto y someterlos ante las autoridades, tal como corresponde, para sorpresa de los hacendados y disgusto de Martín, quien solo quiere a los cuatro hermanos para asesinarlos con sus propias manos. Desde su encuentro, el Capitán del regimiento y el terrateniente de los Ortúzar se disputarán por ver quién tiene la razón, el poder y la jurisdicción sobre la banda de cuatreros y tendrán fuertes roces entre sí debido a sus diferencias en su forma de pensar y actuar.
De pronto, a la banda se unirá un nuevo cuatrero, razón por la cual el destino dará un nuevo giro y convertirá al cuarteto en un legendario quinteto. Su nombre es Ignacio (Ricardo Fernández), un joven humanista, progresista y libertario, recién llegado de la Capital, quien resulta ser hijo de Olegario y nieto de Carmen; por así decirlo, este extraño que ha venido a ayudar a Miguel y sus hermanos es perteneciente a la dinastía Sotomayor. Ignacio siempre ha sido educado desde niño como toda una persona de bien y constantemente es bien aconsejado por su familia que ante cualquier tipo de situación, sin importar lo que suceda, siempre debe hacer lo correcto; por eso, al enterarse de las verdaderas razones por las cuales Los Pincheira actúan, decide ayudarlos a cumplir con sus objetivos, a pesar de los roces que tenga con Miguel, Santos y especialmente con Delfín, quien por lo demás lo vigila y lo amenaza rencorosamente al considerarlo un perfecto desconocido que podría delatarlos con Martín o incluso con los militares que quieren atraparlos; a pesar de todo, Ignacio está dispuesto a todo con tal de desafiar las injusticias que suceden en Yerbas Buenas por causa de los Ortúzar, mantener bien guardado el secreto de la banda de cuatreros y perseguir el amor de Trinidad mostrando toda su lealtad a los hermanos Molina. Desde el instante en que los conoce, Ignacio resulta ser un gran amigo y un verdadero aliado para Los Pincheira, y más aún cuando Martín toma una actitud errática y demasiado déspota al punto de poner precio a la cabeza del joven aristócrata, por lo que el joven terrateniente de los Ortúzar no dudará en provocar un desastroso e inminente escándalo entre los Sotomayor y la milicia.
Desde entonces, Los Pincheira están más decididos que nunca a asaltar a los hacendados y ayudar a los inquilinos, mientras buscan cumplir sus objetivos en Yerbas Buenas; los cinco cuatreros, Miguel, Delfín, Santos, Trinidad e Ignacio tomarán sus armas y harán la justicia por sus propias manos, incluso por sobre autoridad del Capitán Domingo del Solar y los militares, para luchar en contra de la tiranía cruel y autoritaria de Martín Ortúzar y encontrar al verdadero responsable de la injusta muerte de Santiago Molina.

## Reparto
- Francisco Reyes como Miguel Molina[7]
- Tamara Acosta como Matilde Del Solar
- Álvaro Morales como Martín Ortúzar[8]
- Claudia Di Girolamo como Marwa Abu Kassem[9]
- Ricardo Fernández como Ignacio Sotomayor
- Paz Bascuñán como Trinidad Molina[10]
- Néstor Cantillana como Santos Molina
- Juan Falcón como Delfín Molina
- Marés González como Carmen Valdivia
- Delfina Guzmán como Josefina Covarrubias
- Luis Alarcón como Antonio Ortúzar
- José Soza como Olegario Sotomayor
- Alfredo Castro como Floridor Carmona[11]
- Francisco Melo como Chadi Abu Kassem[12]
- Amparo Noguera como Luisa Sotomayor
- Antonia Zegers como Asunción Del Solar
- Blanca Lewin como Samira Abu Kassem
- Pablo Schwarz como Naim Abu Kassem
- Roxana Campos como Ester Mardones
- Ximena Rivas como Fatme Hassan
- Carmen Disa Gutiérrez como Margarita Barraza
- Óscar Hernández como Sofanor Silva
- Rodrigo Pérez como Pancracio Jorquera
- Luz Jiménez como Domitila Cruz
- Álvaro Espinoza como Jamal Abu Kassem
- Claudia Cabezas como Ramón Barraza / Ramona Barraza[13]
- Daniela Lhorente como Rosario Sotomayor
- María José Necochea como Irma Solís
- Juan Pablo Ogalde como José Manuel Sotomayor
- Adela Secall como María Jorquera «La Gata»[14]
- Gonzalo Canelo como Yussef Hassan
- Francisca Gavilán como Rosa Luna[15]
- Marcelo Alonso como Domingo Del Solar
- Eduardo Soto como Salustio Cruz
- Mireya Véliz como Clementina Pérez
- Ernesto Gutiérrez como Rosendo Ortega
- Karin Vodanovic como Agustina Del Solar
- César Caillet como Francisco Del Canto
- Ingrid Isensee como Concepción Fuentealba
- Carolina Vargas como Bernardita Fuentealba

## Producción
Con Los Pincheira la dupla de Vicente Sabatini y Víctor Carrasco retomó el trabajo de telenovelas de época, tal como lo hicieron tres años antes con Pampa Ilusión en 2001. Mientras que las grabaciones exteriores tuvieron lugar en el pueblo de Yerbas Buenas en la Región del Maule. Asimismo, se utilizaron caballos reales facilitados por el Ejército a Televisión Nacional y esto fue motivo de lesiones en los actores y múltiples accidentes. El más grave fue el 8 de marzo de 2004, mismo día del estreno, cuando la actriz Paz Bascuñán se cayó de un caballo luego de que este se parara tras enredarse con una rienda. Tras esto fue trasladada a la Mutual de Seguridad de Talca donde se dio a conocer que quedó con un traumatismo encéfalo cranéano, pero su personaje continuó en la ficción hasta el final. Por su parte, los actores Álvaro Morales, Néstor Cantillana y Francisco Reyes manifestaron a la prensa que tuvieron un desgaste físico importante. Sobre todo Cantillana que decidió no volver a las telenovelas hasta 2006.

## Recepción
Los Pincheira debutó el 8 de marzo de 2004 con una audiencia promedio de 31,2 puntos de rating, obteniendo el segundo lugar de audiencias por detrás de Hippie, la telenovela de Canal 13 en el mismo horario, que obtuvo el primer lugar con 31,8 puntos de rating. No obstante, en esa primera jornada la telenovela de Televisión Nacional alcanzó los 42 puntos de rating a las 20:59 horas frente a 37 puntos de la competencia a las 20:04 horas. Inicialmente los estudios realizados por ambos canales y la percepción de los ejecutivos de Canal 13 era que Hippie iba a tener un crecimiento similar al de Machos en 2003, que comenzó perdiendo frente a Puertas adentro, y luego de un tiempo ambas terminaron teniendo cifras de audiencia similares sobre los 30 puntos. No obstante, Los Pincheira desde su segundo episodio lideró en sintonía y en su lugar Hippie comenzó a decaer hasta los 23 puntos de rating al término de su primera semana de emisión. Finalmente, esta telenovela obtuvo una audiencia promedio de 37,5 puntos de rating en sus 127 emisiones. Mientras que su mejor resultado lo obtuvo el 2 de septiembre, un día antes de terminar, con un peak de 61 puntos.
Una vez estrenada, Los Pincheira obtuvo críticas de historiadores producto de las imprecisiones que tuvo con la realidad ya que en la telenovela «Los Molina» tienen una forma de actuar basados en el arquetipo de Robin Hood, pero la evidencia histórica demuestra que los Hermanos Pincheira realizaron robos, asesinatos y violaciones en masa a beneficio propio. No obstante, pese a las críticas, una encuesta realizada por Fundación Futuro el 15 y 16 de marzo de 2004 dio a conocer que Los Pincheira era la telenovela mejor evaluada por los televidentes por sobre Hippie de Canal 13 y Clase 406 de Mega, que fueron emitidas en paralelo. Mientras que en el programa Chile elige, organizado por TVN en 2006, fue electa por los telespectadores como la «mejor teleserie chilena de todos los tiempos», dejando en segundo lugar a Machos.

### Premios y nominaciones
La telenovela se impuso a su competencia y logró sus primeros triunfos en los Premios APES de 2004 en las principales categorías, tal como «Mejor telenovela», «Mejor actor» (Álvaro Morales) y «Mejor actriz de reparto» (Amparo Noguera). Asimismo, al año siguiente, obtuvo cuatro nominaciones en los Premios Altazor de 2005, siendo Los Pincheira nominada en tres principales categorías, incluyendo «Mejor actor» (Francisco Melo y Álvaro Espinoza), «Mejor actriz» (Claudia Di Girólamo) y «Mejor dirección género dramático» (Vicente Sabatini). Asimismo Claudia Di Girolamo recibió el Premio Edward W. Said por la Fundación Palestina Belén 2000.
| Año  | Premio                | Categoría                  | Nominado            | Resultado |
| ---- | --------------------- | -------------------------- | ------------------- | --------- |
| 2004 | Premios APES          | Mejor producción dramática | Los Pincheira       | Ganadora  |
| 2004 | Premios APES          | Mejor actor                | Álvaro Morales      | Ganador   |
| 2004 | Premios APES          | Mejor actriz               | Claudia Di Girolamo | Nominada  |
| 2004 | Premios APES          | Mejor actor de reparto     | Francisco Melo      | Nominado  |
| 2004 | Premios APES          | Mejor actriz de reparto    | Amparo Noguera      | Ganadora  |
| 2004 | Premios APES          | Mejor actriz de reparto    | Claudia Cabezas     | Nominada  |
| 2004 | Premio Edward W. Said | Mejor actriz               | Claudia Di Girolamo | Ganadora  |
| 2004 | Premios TV Grama      | Mejor producción dramática | Los Pincheira       | Ganadora  |
| 2005 | Premios Altazor       |                            |                     |           |
| 2005 | Premios Altazor       | Mejor actor de televisión  | Francisco Melo      | Nominado  |
| 2005 | Premios Altazor       | Mejor actor de televisión  | Álvaro Espinoza     | Nominado  |
| 2005 | Premios Altazor       | Mejor actriz de televisión | Claudia Di Girolamo | Nominada  |
| 2005 | Premios Altazor       | Mejor dirección            | Vicente Sabatini    | Nominado  |

## Banda sonora
La banda sonora de Los Pincheira salió a la venta durante la emisión de la telenovela bajo el sello de Warner Music.
1. "Ojos incandescentes" - La Ley (tema de apertura)
2. "Si hay Dios" - Alejandro Sanz (tema de Trinidad e Ignacio)
3. "Aún no me toca" - Jarabe De Palo
4. "Hechicera" - Maná (tema de Delfín y María)
5. "No te escondas" - Ángel Parra Trío
6. "Enséñame" - Canal Magdalena
7. "Picaflor" - Los Bandoleros
8. "Simarik" - Sharif (tema de Marwa y Chadi)
9. "Sálvame la vida"- Lucybell
10. "Ojos incandescentes" (instrumental) - La Ley (tema de los Pincheira)

Temas no incluidos en el CD
- "Sidi Mansour (Ya Baba)" - Saber El Robaey
- "Skellig" - Loreena McKennitt
- "Prologue" - Loreena McKennitt
- "Mariposa Traicionera" - Maná
- "Corazón Espinado" - Maná (tema de Gata y Delfín)
- "Mentira" - La Ley (tema de Luisa y Domingo)
- "SurAzul" - La Ley (tema de Luisa y Domingo)

Música de la época
Aquí algunos discos de la época, utilizados para las escenas de baile de la telenovela.
1. "Besos de miel" (One Step). Interpreta Orquesta Típica Fco. Canaro con canto (ca. 1925)
2. "El marinerito" (One Step). Compositor: Osmán Pérez Freire. Interpreta un tenor con orquesta.
3. "La piedra feliz" (Tonada). Interpreta Pilar Arcos y Julita Comín con acomp. de orquesta (1926)
4. "The Lambeth Walk" (Baile inglés). Interpreta una orquesta (Jazz Band) (ca. 1925)
5. "Corazones partidos" (Cueca). Compositor: S. Salinas. Interpreta Dúo Ruiz & Acuña (solo por Ruiz) (1915)
6. "La maldición" (Vals). Compositor: Almirante López. Interpreta Ludovico Muzzio (canto), Banville (piano) (ca. 1915)
7. "Capote" (Cueca). Interpreta Jorge Quinteros Tricot (Tenor) (1925)
8. "Cabecita rubia" (Tango). Compositor: Osmán Pérez Freire. Interpreta Orquesta Típica Rob. Firpo (1926)

## Versiones
- Los plateados Adaptación estadounidense de Telemundo transmitida durante 2005. Es protagonizada por Mauricio Islas y Tamara Monserrat.[27]

## Emisión internacional
- Ecuador: Teleamazonas.
- Estados Unidos: Pasiones.

## Retransmisiones
Los Pincheira fue retransmitida en una única ocasión por la señal nacional de TVN en 2008.